# Vlora
Vlora (albanisch auch Vlorë; griechisch Αυλώνα Av̱ló̱na; italienisch Valona; türkisch Avlonya oder Avlona) ist eine Hafenstadt in Südalbanien an der Straße von Otranto, der Meerenge am Übergang zwischen Adria und Ionischem Meer. Mit 66.000 Einwohnern (Volkszählung 2023) ist sie die fünftgrößte Stadt des Landes. Die Bucht von Vlora und die Strände in Stadtnähe sind beliebte Ziele von Touristen. Die Küstenstadt ist Sitz der Behörden des gleichnamigen Qark, der das nähere Umland und die Albanische Riviera sowie die Regionen von Saranda und Delvina umfasst. Zudem ist die Stadt Amtssitz einer Bashkia.
Am 28. November 1912 erklärte sich Albanien in Vlora vom Osmanischen Reich für unabhängig und für eine kurze Zeit war Vlora die Hauptstadt des neuen Staats.

## Geographie

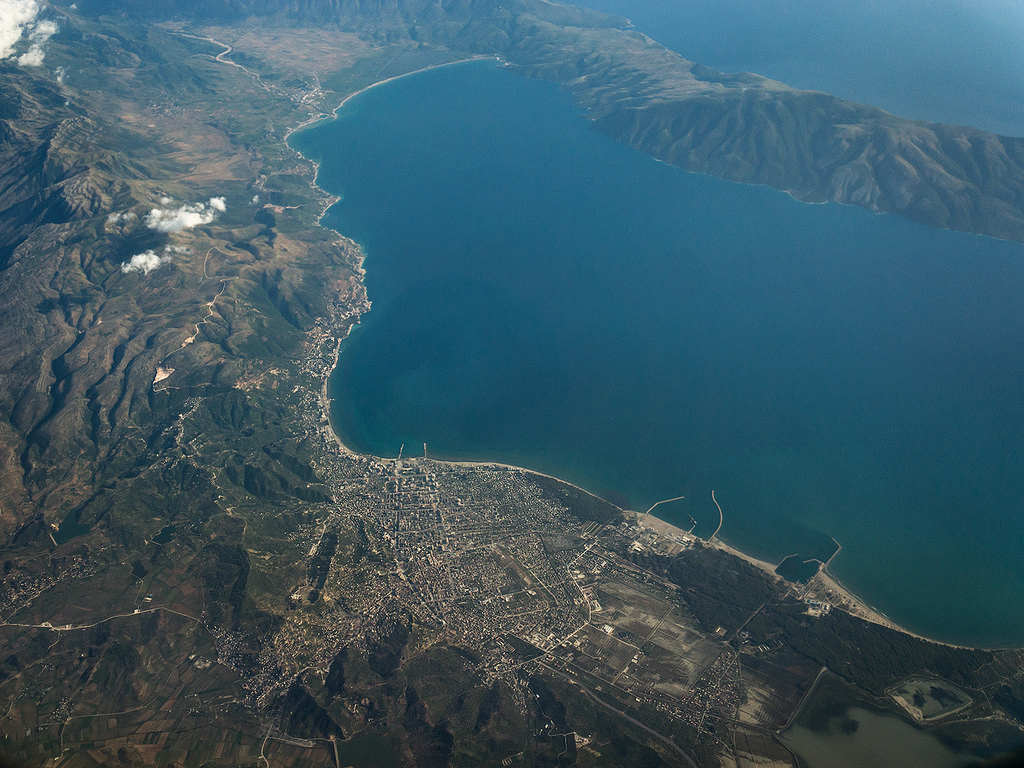
Luftaufnahme von Vlora und Bucht (2014)

### Lage
Vlora liegt am Ufer der Adria, die hier die Bucht von Vlora bildet. An deren Ausgang, rund 15 Kilometer westlich der Stadt, liegt Sazan, die einzige große Insel Albaniens. Bis nach Italien sind es nur etwa 90 Kilometer.
Das Stadtzentrum liegt etwa einen Kilometer vom Ufer des Meeres entfernt. Innenstadt und das Hafengebiet Skela sind aber schon seit Jahrzehnten zusammengewachsen. In Skela befinden sich auch wichtige Einrichtungen wie die Universität und das Fußballstadion. Der Siedlungsbereich reicht auch weiter nach Süden am Ufer der Bucht entlang bis nach Ujë i ftohtë. Im Westen der Stadt befinden sich größere Industrie- und Hafenanlagen.
Das Stadtgebiet ist eingebettet zwischen dem Meer, der Lagune von Narta und Hügeln, den Ausläufern des Küstengebirges. Die Shushica (auch Lumi i Vlorës genannt) fließt nur wenige Kilometer östlich an Vlora vorbei und mündet beim Dorf Armen in die Vjosa. In der Stadt selber gibt es keine nennenswerte Gewässer. Ab Vlora nach Norden erstreckt sich die etwa 150 Kilometer lange Küstenebene Albaniens. Im Süden auf der anderen Seite der Bucht erhebt sich die Halbinsel Karaburun auf über 800 Meter Meereshöhe. Die Hügel im Osten der Stadt sind Ausläufer des Ceraunisches Gebirges, das südlich von Vlora Höhen von mehr als 2000 Metern erreicht.
Die nächsten größeren Städte sind im Norden Fier, im Nordosten Ballsh, im Osten Tepelena und im Südosten am Ionischen Meer die Kleinstadt Himara.

### Gemeinde
Seit 2015 gehören auch die umliegenden Gemeinden Orikum (südlich), Novosela (nördlich), Qënder (Umland, darunter die Dörfer Narta und Zvërnec) und Shushica (nordöstlich) zur Bashkia Vlora – Küsten-, Hügel- und Berggebiete nördlich und südlich der Stadt. Seither sind dies Njësitë administrative (Verwaltungseinheiten) der Bashkia Vlora.
| Name     | Einwohner 2023 | Einwohner 2011 |
| -------- | -------------- | -------------- |
| Novosela | 5.003          | 8.209          |
| Orikum   | 4.297          | 5.503          |
| Qënder   | 5.024          | 7.621          |
| Shushica | 3.039          | 3.981          |
| Vlora    | 66.320         | 79.513         |
| Total    | 83.683         | 104.827        |

Die ganze Gemeinde hat 83.683 Einwohner (Volkszählung 2023). Das sind über 10 % weniger als im Jahr 2011. In einzelnen, eher strukturschwachen Gebieten der Gemeinde betrug der Bevölkerungsschwund aber fast 40 %.

### Klima
In Vlora herrscht wie in Küstenstädten üblich ein mediterranes Klima. Die durchschnittliche Höchsttemperatur im Sommer beträgt 32 °C, im Winter liegt die durchschnittliche Tiefsttemperatur bei 2 °C. Am meisten Niederschlag fällt im November mit 152 Millimeter, im August sind es lediglich 13 Millimeter (Durchschnittswerte).

### Bevölkerung
Vlora ist nach Tirana und Durrës die drittgrößte Stadt in Albanien. Zu Ende der kommunistischen Ära im Jahr 1989 zählte sie 71.662 Einwohner. 2001 wohnten 77.691 Personen in der Stadt. Doch bis 2007 stieg die Zahl drastisch an: 91.711 Einwohner wurden gezählt. Der Trend hält bis heute an, im Jahr 2010 ergab eine Schätzung für Vlora rund 110.000 Einwohner. Die Volkszählung 2011 ergab aber lediglich 79.513 Einwohner. Die Gründe für das Bevölkerungswachstum trotz gleichzeitiger Emigration und die sich daraus ergebende Erweiterung des Stadtgebiets sind verschieden. Maßgeblich ist es jedoch die Arbeitslosigkeit und die Armut aus den ländlichen Gebieten, vor allem im Osten, die die Menschen nach Vlora treibt, in der Hoffnung hier ihre Lebensqualität zu verbessern. Aber auch das Wirtschaftswachstum, vor allem im Tourismus-Gewerbe, zog viele Arbeitskräfte, Unternehmer und Händler an.
Im Dorf Narta wohnt eine griechischsprachige Minderheit.

### Religion
Zu den größten Religionen in Vlora zählen der Islam und das orthodoxe Christentum.
Über der Stadt liegt eine Bektaschi-Tekke.
Die Minderheit der Albanischen griechisch-katholischen Kirche praktiziert seit den 1920er Jahren den byzantinischen Ritus in der St. Aloysius- und Marienkirche. Die Apostolische Administratur Südalbanien hat ihren Sitz in Vlora.
Ab dem 16. Jahrhundert gab es Albaniens größte jüdische Gemeinschaft in der Hafenstadt, die jedoch seit den 1990er Jahren mehrheitlich nach Israel oder in die Vereinigten Staaten ausgewandert ist.

## Geschichte

### Antike

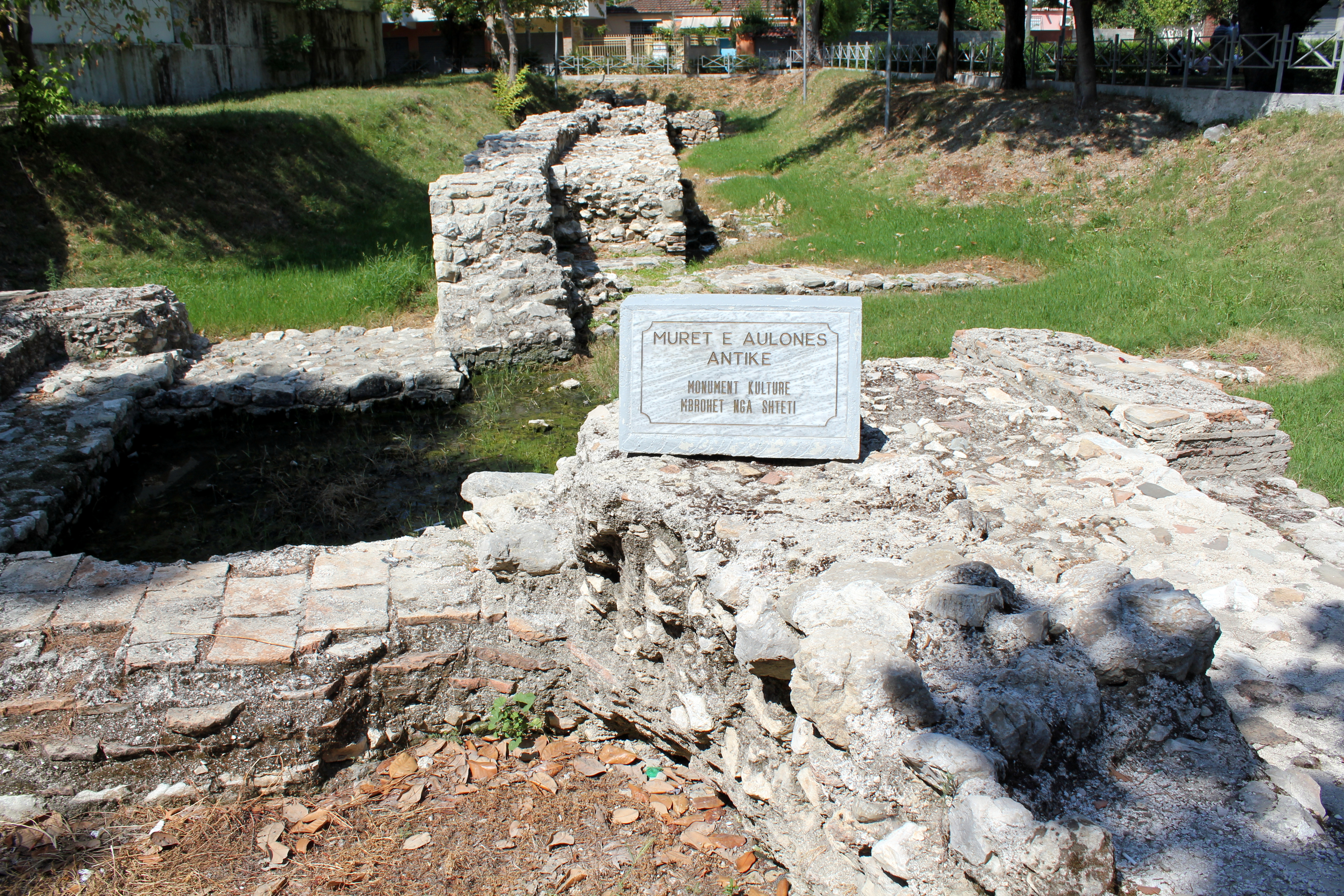
Antike Mauern

Dank ihrer strategischen Lage am Eingang zur Adria war die Bucht von Vlora, die einen natürlichen Hafen bildet, ein von vielen Völkern begehrter Handelsplatz. Für die Entwicklung der Stadt in der Antike ergibt sich mittlerweile diese Abfolge: ein Ortswechsel von Treport nach Vlora um das 1. Jahrhundert v. Chr. und eine Zuwanderung im 6. Jahrhundert n. Chr.
Zunächst bestand eine Siedlung sieben Kilometer nordwestlich nahe der Spitze der Halbinsel Treport. Anfang des 20. Jahrhunderts wurde hier bereits gegraben, aber erst seit den Ausgrabungen durch Vasil Bereti um 1990 lassen sich verschiedene Phasen der Besiedlung vom 7. Jahrhundert v. Chr. bis zum 2. Jahrhundert v. Chr. nachweisen. Reste einer 600 Meter langen, parallel zur Küste verlaufenden Befestigungsmauer wurden freigelegt. Die Stadt, als deren Name Daulia vermutet wird, erlebte ihre Blüte zwischen dem 4. und 2. Jahrhundert v. Chr. Das zur selben Zeit zur Hauptstadt eines wenige Kilometer entfernt im Inland siedelnden Illyrerstammes ausgebaute Byllis hatte mit Daulia seinen nächsten Hafen. Der Ort war im 1. Jahrhundert v. Chr. aufgegeben.
Römische Quellen aus dem 2. Jahrhundert n. Chr. erwähnen eine Zwischenstation auf der Handelsroute entlang der Küste zwischen Dyrrhachium und Buthrotum. Seit 1988 in der Nähe der Muradie-Moschee in der Altstadt Teile einer Stadtbefestigung aus dem 4. Jahrhundert n. Chr. ausgegraben wurden, wird dieses römische Aulon an der Stelle der heutigen Stadt vermutet. Im 5. Jahrhundert wurde Aulon innerhalb dieser Festungsmauern Bischofssitz. Unter Kaiser Justinian (527–565) wurden die Mauern verstärkt. Eine Zuwanderung erfolgte aus dem im 6. Jahrhundert aufgegebenen Apollonia.

### Umkämpfte Stadt im Mittelalter
Ende des 6. Jahrhunderts verwüsteten Slawen die Stadt, viele Einwohner flohen auf die Insel Sazan. 1081 plünderten von Apulien aus Normannen im Kampf gegen Byzantiner die Stadt. Von Vlora aus marschierten sie über die Via Egnatia bis nach Konstantinopel. 1204 gelangte Valona zum Despotat Epirus und 1258 fiel der Stauferkönig von Sizilien in Epirus ein und besetzte Korfu und einige Küstenorte Dyrrachium, Valona, Kanina, Buthroton. Michael II. Komnenos Dukas Angelos, Despot von Epirus, gelang es jedoch, Manfred zu einem Bündnis zu bewegen, indem er ihm eine seiner Töchter, Helena, zur Frau gab und als Mitgift das gab, was Manfred ohnehin schon erobert hatte. Die Stauferherrschaft in Albanien sollte allerdings von kurzer Dauer sein. Nach dem Tod Manfreds am 26. Februar 1266 in der Schlacht bei Benevent und der Einkerkerung seiner Frau Helena vonseiten Karls von Anjou beanspruchte Letzterer das Erbe Manfreds (Korfu und die Küstenorte Dyrrachium, Valona, Kanina, Buthroton).
Im Einvernehmen mit Papst Clemens IV. schloss Karl von Anjou in der Residenz des Papstes in Viterbo am 24. Mai 1267 und am 27. Mai mit Wilhelm II. von Villehardouin, dem Fürsten von Achaia (Morea) und mit dem aus Konstantinopel vertriebenen lateinischen Kaiser Balduin II. von Courtenay ein Freundschaftsbündnis und ein Abkommen, das Abkommen von Viterbo, in dem Karl zu guter die Mitgift Helenas, die Ländereien zwischen Korfu und Dyrrachium, erhielt, was er als legitimen Rechtsanspruch ansah.
Ab dem 21. Februar 1272 gehörte Valona zu dem von Karl von Anjou gegründeten Regnum Albaniae. Kastellan war Giacomo Baliniano „[…] Iacobi de Baliniano castellani castri nostri Canine et Avallone […]“
1343 wurde Valona von Serben erobert und 1417 als erster adriatischer Hafen von Osmanen geplündert. Anschließend wurde Valona von der adligen albanischen Familie Arianiti zurückerobert und 1478, zehn Jahre nach dem Tod des Nationalhelden Skanderbeg, eroberten osmanische Truppen ein zweites Mal die Stadt.

### Osmanische Periode
Dies dürfte auch der Grund sein, warum gerade nach Vlora ab 1492 aus Spanien sephardische Juden flüchteten und eine größere Gemeinschaft in der Stadt bildeten. Im Jahre 1520 wurden unter türkischer Herrschaft 701 einheimische und 531 jüdische Familien gezählt.

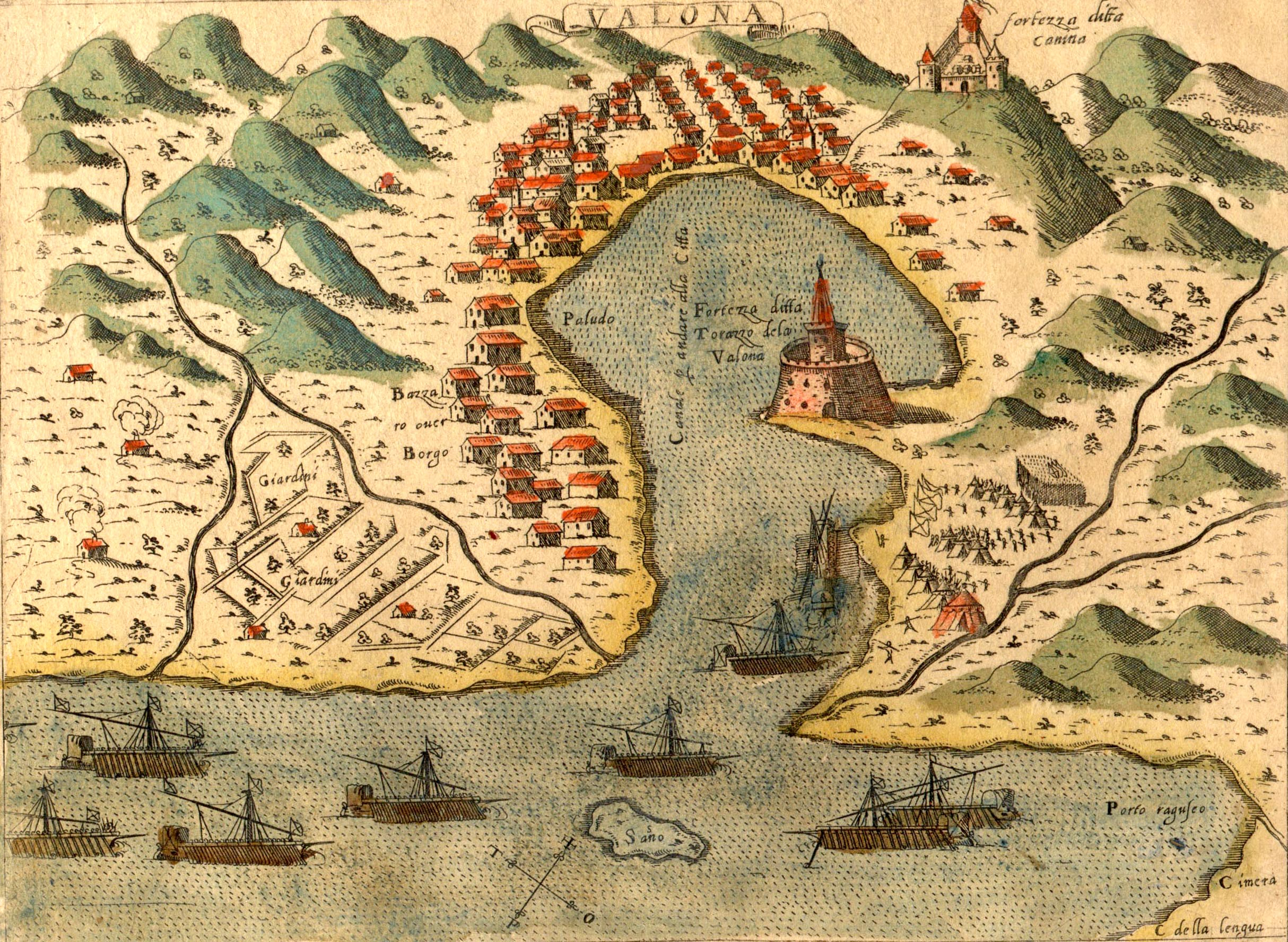
Karte von 1573, erkennbar ist die Stadtbefestigung

1537 wurde die Stadt unter Süleyman I. durch Festungsmauern in Form eines Achtecks mit 90 Meter Kantenlänge gesichert, teilweise mit Baumaterial aus dem antiken Daulia. Im Innern befand sich auch ein mächtiger Rundturm; bis 1906 alle Befestigungen abgerissen und das Material für den Bau der Hauptstraße zum Hafen verwendet.
Von den Türken wurde die Stadt nunmehr Avlonya genannt. Der französische Adelige Jean Carlier de Pinon beschreibt in seinem Werk Mon voyaige en Levant, faict l’an 1579 (Meine Reise in die Levante, gemacht im Jahr 1579) die Stadt Vallona (Vlora), die von muslimischen, christlichen und jüdischen Familien bewohnt ist. Laut seinen Angaben hatte Vlora zu dieser Zeit fünf Moscheen mit weißen Minaretten. Der Hafen wurde von vielen Piraten aus der Umgebung genutzt. 1638 drang eine tunesisch-algerische Korsarenflotte in die Adria ein und zog sich in den osmanischen Hafen von Vlora zurück. Eine venezianische Flotte beschoss die Stadt, kaperte die Piratenflotte und befreite 3600 Gefangene.
Evliya Çelebi beschrieb Vlora und die nähere Umgebung im November 1670 ausführlich. Innerhalb der befestigten Stadtmauern gab es rund 300 Lehmhäuser und einen Marktplatz. Außerhalb der Stadtfestung verteilten sich rund 1000 weitere Steinhäuser – zum Teil mehrstöckig – auf eine begrünte Ebene. Es wurden dort zahlreiche verschiedene Früchte und Pflanzen großflächig angebaut.
Im September 1690 ging Vlora an die Republik Venedig und 1691 wieder an die Osmanen. Unter osmanischer Herrschaft entwickelte sich Vlora – nunmehr türkisch Avlona – zur wichtigsten Hafenstadt im Bereich Albaniens und profitierte vor allem vom Handel mit Ragusa.
1810 konnte Tepedelenli Ali Pascha die Stadt für kurze Zeit seinem Herrschaftsgebiet angliedern, bis der osmanische Sultan 1822 Vlora wieder zurückeroberte, als Ali Pascha einem Mordanschlag zum Opfer fiel.

### Politisches Zentrum und militärischer Stützpunkt im 20. Jahrhundert

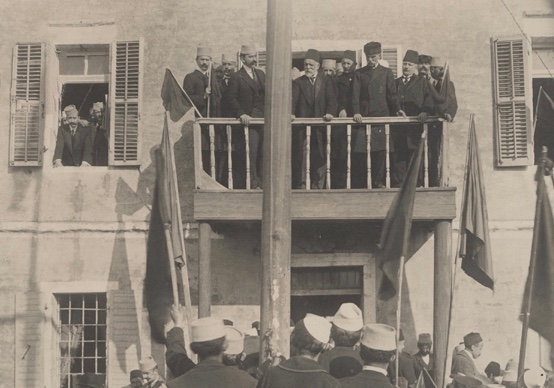
Ismail Qemali rief in Vlora die Unabhängigkeit der Republik Albanien aus. Abgebildet sind die Feierlichkeiten in Vlora zum ersten Jahrestag der Unabhängigkeit

Die neuere Geschichte der Stadt war wiederholt von großer Bedeutung für ganz Albanien. Während der Balkankriege wurde Vlora am 3. Dezember 1912 von der griechischen Flotte beschossen. Österreich-Ungarn und Italien forderten Griechenland auf, sich nicht im strategisch wichtigen Vlora einzumischen; ab dann fanden dort keine Kriegshandlungen mehr statt. In Vlora rief am 28. November 1912 Ismail Qemali die Unabhängigkeit Albaniens aus. Bis Anfang 1914 war Vlora Sitz der ersten provisorischen Regierung des Landes. Im Dezember 1914 besetzten italienische Truppen die Hafenstadt. Mit Hilfe dieses Stützpunkts kontrollierte Italien den südlichen Ausgang der Adria. 1920 wurden die italienischen Truppen durch einen Aufstand der Albaner zum Rückzug gezwungen.
Von 1939 bis September 1943 war Vlora erneut von Italien besetzt. Der U-Boot-Hafen bei der vorgelagerten Insel Sazan war Anlass für Bombenabwürfe der Westalliierten während des Zweiten Weltkriegs auf Hafen und Stadt. Nach dem Krieg waren kaum noch Gebäude aus osmanischer Zeit erhalten. Von 1956 bis zu Albaniens politischen Bruch mit Moskau 1961 unterhielt die Sowjetunion eine Marinebasis in Pashaliman am südwestlichen Ende der Bucht. In den 1950er Jahren war dies die einzige sowjetische Militärbasis im Mittelmeerraum.

### Kampf gegen Kriminalität in den 1990er Jahren
Im Januar/Februar 1997 führte der Lotterieaufstand zum Sturz der Regierung und zu anarchischen Verhältnissen, die von Vlora aus auf ganz Albanien übergriffen.
In den 1990er Jahren wurde Vlora zu einem Zentrum des Schmuggels über die Adria. Die Straße von Otranto ist nur etwas mehr als 70 Kilometer breit. Mit Schnellbooten können Schmuggler das italienische Festland in wenigen Stunden erreichen. Die Mafia transportierte so Drogen, Waffen und Menschen (Flüchtlinge aus Albanien und Asien sowie Frauen für die Prostitution) nach Westeuropa. Bei Unfällen ertranken mehrere Flüchtlinge. Albanische Behörden kämpften mit Unterstützung von Italienern, Deutschen und Amerikanern gegen das organisierte Verbrechen.

### Touristisches Zentrum
Ab den 2000er Jahren verbesserte sich die politische Lage in der Stadt und es entstanden zahlreiche Hotels, Restaurants, Bars und Diskotheken. Zudem wurden Strände angelegt und Straßen ausgebaut. Es wird vermutet, dass der Großteil des Geldes für den touristischen Bereich aus dem Handel mit Drogen, Waffen und Menschen in den 1990er Jahren kamen. Viele Gebäude wurden ohne Baugenehmigungen errichtet. Viele wurden während einer städtischen Aktion in den späten 2000er Jahren wieder abgerissen.
Heute ist Vlora – neben Saranda – ein touristisches Zentrum Südalbaniens. Vor allem der Sommertourismus ist ein wichtiger Wirtschaftszweig der Küstenstadt geworden. Auch andere Sektoren, vor allem im Bereich Energieversorgung, bieten nun mehr Arbeitsplätze.

## Kultur

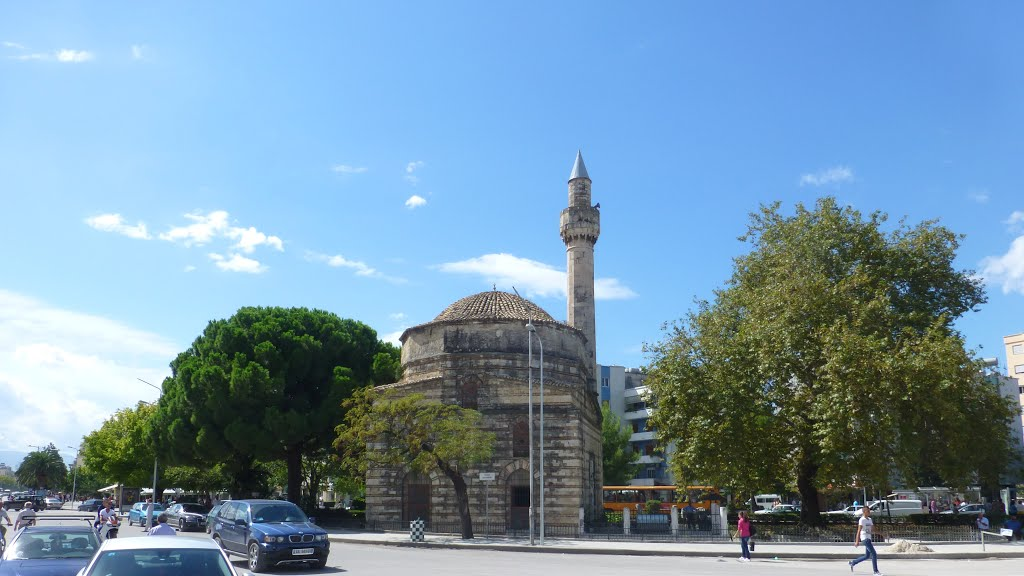
Die Muradie-Moschee im Stadtzentrum

Vlora ist ein kulturelles Zentrum Südalbaniens: Wichtige und große Einrichtungen stehen hier. Unter den bekanntesten zählen das Theater Petro Marko (errichtet 1962) und die Bibliothek Shevqet Musaraj (1946). Vlora bildet zudem das Zentrum der kulturellen Region Labëria; so werden die Einwohner neben gewöhnlich Vlonjatët auch Labët genannt.

### Stadtbild
Vom Zentrum der Neustadt in Hafennähe mit Wohnblocks, Hotels und Banken führt die breite Hauptstraße 1,5 Kilometer nach Norden in den alten Stadtteil um den Platz des Unabhängigkeitsdenkmals. In dessen Nähe sind noch kurze Abschnitte der mittelalterlichen Stadtmauer zu sehen. Schnell erbaute Wohnblocks dehnen die Stadt entlang der Küste und westlich der Hauptstraße nach Norden aus.
Nach dem Zusammenbruch des Kommunismus verloren viele Bewohner Vloras ihren Arbeitsplatz. Der Schmuggel über die Straße von Otranto entwickelte sich und viel illegales Geld floss dadurch in die Stadt, das, so wird vermutet, in luxuriöse Immobilien – Hotels oder Boutiquen – angelegt wurde. Seit dem Regierungswechsel im September 2013 werden an der Küste zwischen Vlora und Orikum vermehrt illegale Gebäude abgerissen. Bis 2015 soll entlang jener eine für Fahrzeuge gesperrte Strandpromenade (Lungo Mare) mit Parks, Sport- und Spielplätzen sowie eine Tribüne für verschiedene kulturelle Anlässe entstehen.

### Sehenswürdigkeiten

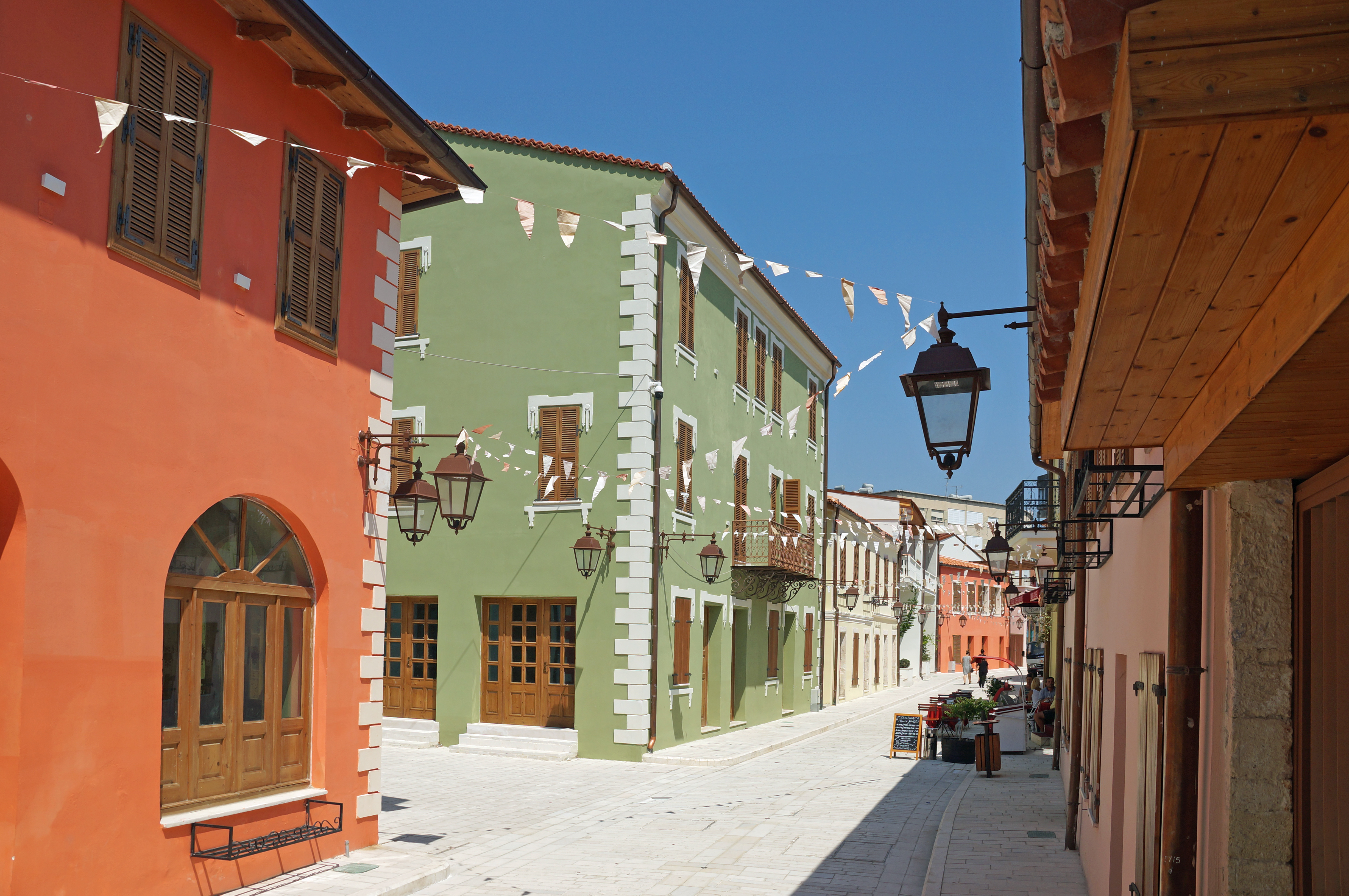
Altstadt von Vlora: Rruga Justin Godart (2020)

- Die Muradie-Moschee im Stadtzentrum von 1542 hat als einzige der osmanischen Moscheen die Kriege und zuvor 1851 ein Erdbeben überlebt.
- Unabhängigkeitsdenkmal
- Unabhängigkeitsmuseum
- Historisches Museum
- Ethnographisches Museum mit Alltagsgegenständen aus den Haushalten und Handwerksbetrieben sowie volkstümlicher Kleidung
- Restaurierte Altstadtgasse Justin Godart und Moschee des Neshat Pasha (auch Rote Mosche)
- Bektaschi-Tekke auf dem Hügel Kuz Baba
- In der Lagune von Narta befindet sich auf einer kleinen Insel das orthodoxe Kloster von Zvërnec.
- Ausflugsziele in der näheren Umgebung sind auch die fünf Kilometer entfernt auf einem Hügel und am antiken Weg von Aulon nach Amantia gelegene Burg Kanina mit Mauerresten aus illyrischer (4. Jahrhundert v. Chr.), justinianischer (6. Jahrhundert n. Chr.), byzantinischer (11. Jahrhundert) und osmanischer Zeit (16. Jahrhundert); danach ging die Bedeutung des Ortes durch den Bau der Festung in Vlora zurück.
- Das antike Oricum, in dessen Nähe in der osmanischen Zeit der Hafen Pashaliman angelegt wurde.

### Theater
Die ersten Spuren eines Theaters in der Umgebung finden sich in der antiken Stadt Oricum, die südlich an der Bucht von Vlora liegt.
Im November 1962 wurde in Vlora anlässlich des 50. Jahrestages der Unabhängigkeit Albaniens von 1912 das erste Theater eröffnet. Es ist zu Ehren von Petro Marko benannt, ein bedeutender albanischer Autor.

### Bildung
Die nach Ismail Qemali benannte Universität Vlora wurde 1994 gegründet. Das Griechische Konservatorium hat seit 2008 eine Dependance in der Stadt.

### Medien
Mit Radio Vlora besitzt die Stadt einen über die Region berichtenden Hörfunksender, der im Programm vor allem Musik für Jüngere bietet.

### Sport
Der lokale Fußballklub KS Flamurtari Vlora spielt in der ersten albanischen Liga. Seine Heimspiele trägt er im Flamurtari-Stadion aus.

## Politik

### Legislative

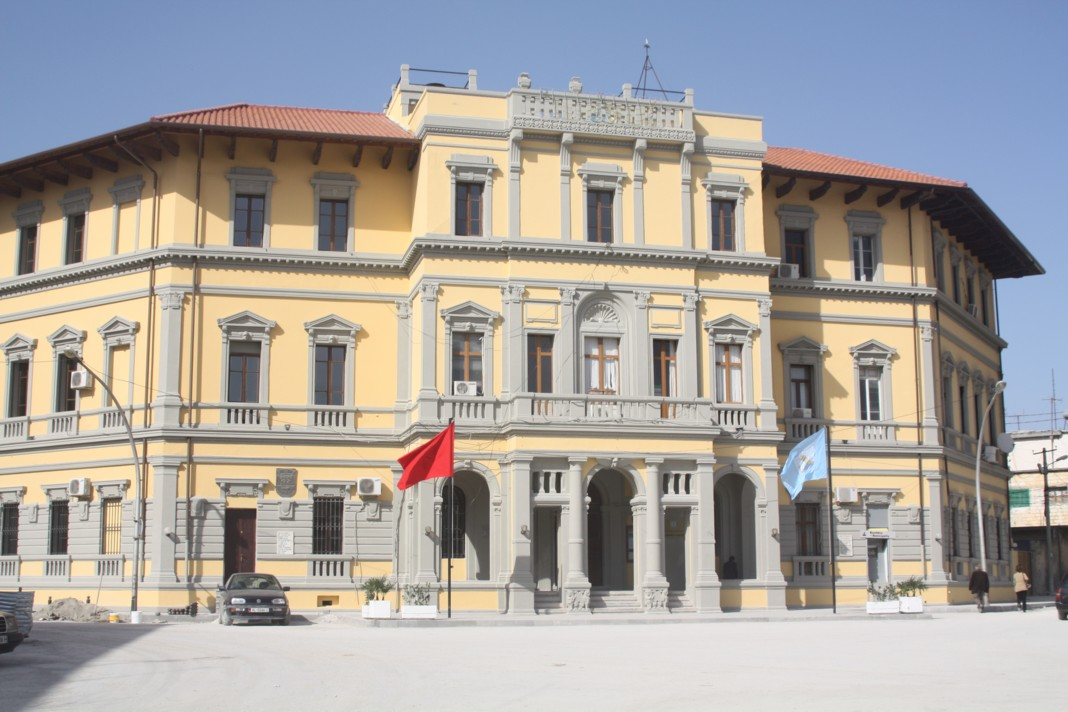
Rathaus

Die Aufgaben der Gesetzgebung übernimmt der Stadtrat (alb. Këshilli Bashkiak; deut. „Kommunalrat“). Er wird von den Bewohnern der Bashkia gewählt auf eine Amtsdauer von vier Jahren. In der Bashkia von Vlora setzt sich der Stadtrat aus 51 Mitgliedern zusammen. Die Wahlen 2019 wurden von einigen oppositionellen Parteien boykottiert. Bei den letzten Wahlen von 2015 verteilen sich die Ratssitze auf folgende Parteien:
| Partei | Sitze Wahlen 2015 | Sitze Wahlen 2019 |
| ------ | ----------------- | ----------------- |
| PS     | 18                | 47                |
| PD     | 9                 | Boykott           |
| LSI    | 5                 | Boykott           |
| PDIU   | 2                 | Boykott           |
| FRD    | 1                 | –                 |
| PBK    | 1                 | –                 |
| PDK    | 1                 | –                 |
| PDS    | 1                 | 1                 |
| PEISH  | 1                 | Boykott           |
| PR     | 1                 | Boykott           |
| PSD    | 1                 | 1                 |
| BD     | –                 | 2                 |

### Exekutive
Der Bürgermeister (alb. Kryetari i Bashkisë; eigentlich „Bashkia-Präsident“) übernimmt gemeinsam mit seinem Kabinett exekutive Aufgaben. Von 2007 bis 2015 amtierte Shpëtim Gjika (PS) als Bürgermeister von Vlora; bei den Wahlen 2011 wurde er wiedergewählt. Er ist somit der erste in seinem Amt bestätigte Bürgermeister der Stadt seit 1990. Bei den Wahlen 2015 wurde Dritan Leli gewählt, der 2019 wiedergewählt wurde. 2023 wurde Ermal Dredha zum neuen Bürgermeister gewählt.

### Judikative
In der Stadt befinden sich die Sitze des Gerichts der ersten Instanz Vlora und des Appellationsgerichts Vlora.

### Wappen

Stadtwappen

Das Wappen stellt im Mittelpunkt die alte Festung dar, die heute vom Stadtzentrum überbaut ist. Darauf befindet sich ein Felsen mit einer Gravur des Jahres 1912, dem Jahr der Unabhängigkeit Albaniens. Auf dem Felsen schwenkt Ismail Qemali eine leere Fahne. Die Festung ist vom Wasser der Adria umgeben.

### Diplomatie
Italien unterhält in Vlora ein Generalkonsulat, das für die Qarks Berat, Gjirokastra und Vlora zuständig ist.

### Partnerstädte
- Hollywood, USA
- Izmir, Türkei
- Mitrovica, Kosovo

## Wirtschaft und Umwelt

### Hafen

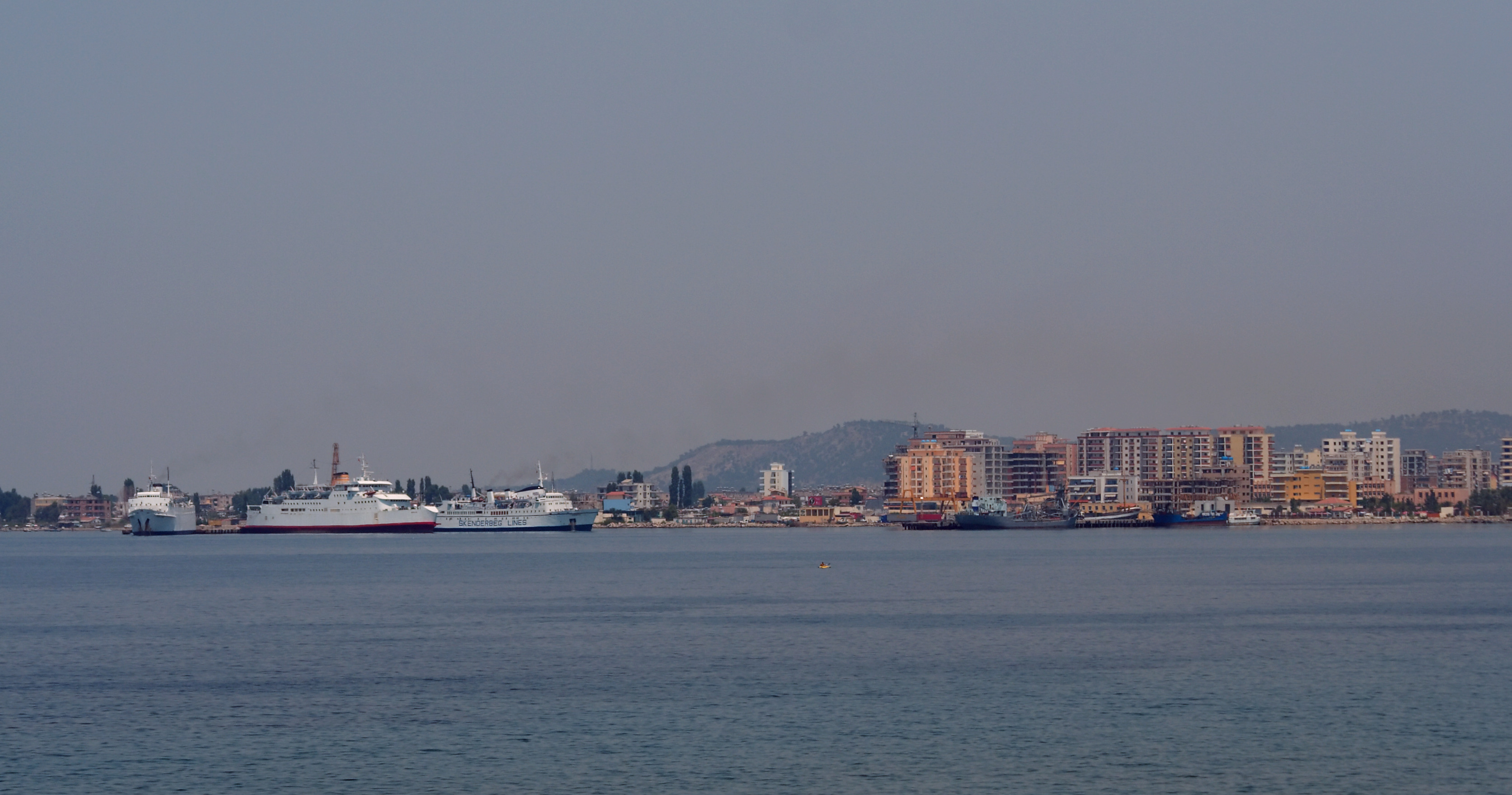
Hafen

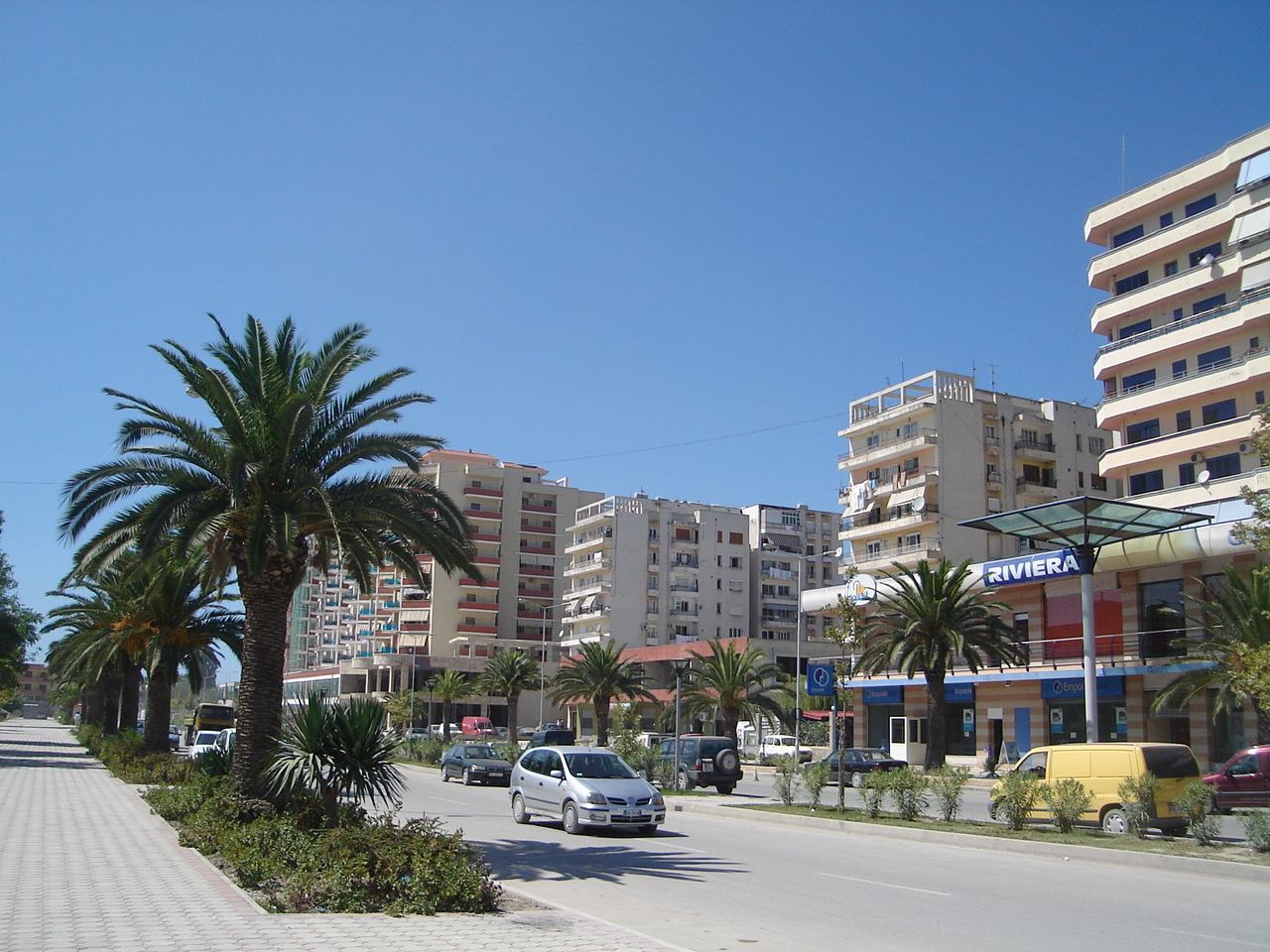
Neue Hotels in der Nähe des Hafens

Der Hafen ist der zweitgrößte des Landes. In den Jahren nach 2001 nahm der Warenumschlag aber laufend ab und erreichte 2004 mit 300.000 Tonnen nur noch ein Zehntel der Menge vom Hafen in Durrës. In den letzten Jahren sind etliche neue Arbeitsplätze im Tourismus entstanden. Die Hotels rund um die Bucht von Vlora wurden früher vorwiegend von einheimischen Badeurlaubern genutzt. In den letzten Jahren wird diese Region immer mehr von internationalen Urlaubern entdeckt.
Es wurde begonnen, das Projekt Vlora Marina zu bauen, das einen Yachthafen und diverse Luxus-Hotels und Apartments umfasst.

### Olivenplantagen
Rund um die Stadt werden Olivenbäume kultiviert. Produziert und zum Teil auch exportiert wird das daraus gewonnene Olivenöl. Die bekannteste Firma ist Aulona, die auch biologisch hergestelltes Olivenöl in die Schweiz exportiert.

### Umweltschäden
An der Küste fünf Kilometer nordwestlich vom Hafen liegt das Industriegebiet der Stadt. Dort hat die rücksichtslose Industrialisierung in der kommunistischen Nachkriegsära dazu geführt, dass Vlora zu einem der fünf am meisten durch Umweltschäden betroffenen Gebiete Albaniens geworden ist. Verursacher ist ein 1970 in Betrieb genommenes Chemieunternehmen zur Produktion von Alkalichloriden und Polyvinylchlorid (PVC). Die Fabrik wurde 1992 geschlossen und während des Lotterieaufstandes 1997 zerstört. Übriggeblieben sind Betonruinen und eine um das Tausendfache gegenüber dem EU-Grenzwert erhöhte Konzentration von Quecksilber im Boden. Des Weiteren ist der Boden durch chlorierte Kohlenwasserstoffe verseucht. Eine Abwasserreinigung war nicht vorgesehen. Unmittelbar Leidtragende sind neu angesiedelte Bewohner in der Nähe und die Narta-Lagune als ein bedeutendes Feuchtbiotop nördlich angrenzend.

### Industriepark-Projekt
An dieser Stelle entstand ein mit Öl befeuertes Wärmekraftwerk (Thermo Power Plant TPP). Kredite von 110 Millionen Euro wurden durch die Weltbank und zwei europäische Großbanken in Aussicht gestellt. Bürgerinitiativen kritisierten im Jahre 2007 das Projekt wegen mangelhafter Bürgerbeteiligung, fehlender Folgenabschätzung für Umwelt und Fischerei und befürchten negative Auswirkungen auf den Tourismus. Ungeachtet mehrerer Demonstrationen in den letzten Jahren und einer Weltbank-Studie vom Juli 2007, in welcher ein Überdenken des Projekts empfohlen wird, wurde 2007 mit den Arbeiten auf dem Gelände begonnen und 2011 das Kraftwerk in reduzierter Form in Betrieb genommen.
In Zusammenhang mit diesem Kraftwerk steht ein an der Küste erstelltes Erdgas- (LPG) und Erdöl-Terminal. 1994 begannen Planungen, eine 900 Kilometer lange Erdöl-Pipeline vom bulgarischen Burgas über Nordmazedonien nach Vlora zu bauen. Ziel der Pläne war es, russisches und kaspisches Erdöl nicht mehr per Schiff durch den Bosporus zu transportieren, sondern es in Burgas (Bulgarien) zu entladen und es mittels Pipeline durch Bulgarien, Nordmazedonien und Albanien bis nach lora zu pumpen, das einen geschützten Tiefwasserhafen hat.

### Flughafenprojekt
Nordwestlich von Vlora baut seit 2021 ein Konsortium aus türkischen und Schweizer Investoren den dritten internationalen Flughafen des Landes. Dieser soll nahe der Mündung des Flusses Vjosa in die Adria errichtet werden. Das gesamte Baugebiet ist ein national und international anerkanntes Naturschutzgebiet. In dem Gebiet befindet sich die Narta-Lagune, ein bedeutendes Feuchtgebiet, wo Flamingos, Pelikane, Reiher und Lemikolen rasten. Die Albanische Regierung befürwortet und fördert den Bau, weil sie sich Vorteile für den aufstrebenden Tourismus erhofft.
Im Februar 2023 klagte die albanische Umweltorganisation PPNEA gegen den Bau.

## Verkehr
Vlora liegt an der SH8, welche Fier im Norden mit Saranda im Süden entlang der Albanischen Riviera verbindet. Zwischen Fier und Vlora besteht mit der A2 parallel eine Autobahn. Die SH8 führt südlich der Stadt entlang der Bucht von Vlora über Orikum und den Llogara-Pass zur Albanischen Riviera bis nach Saranda.
Eine Umfahrungsstraße, die im Sommer 2021 dem Verkehr übergeben wurde, führt vom Autobahnende am nördlichen Stadtrand nach Osten ins Hinterland. Sie führt anschließend, an Kanina vorbei, hoch über der Küste nach Süden, bis sie südlich von Orikum wieder in die SH8 einmündet. Die Umfahrung entlastet insbesondere den Abschnitt der SH8 entlang der Bucht von Vlora, wo sich auch viele Hotels und Strände befinden, vom Durchgangsverkehr.
Die Hekurudha Shqiptare betreibt in Vlora einen Bahnhof; die Personenbeförderung auf der Strecke Fier–Vlora wurde aber eingestellt. Die private Unternehmung Albrail transportiert hingegen Erdöl von Fier zum neuen Ölterminal im Nordwesten der Stadt. Von den 1920er Jahren bis 1994 fuhr die Feldbahn Ferrovia Decauville a Valona nach Vlora, die Bitumen aus den Minen von Selenica zum Hafen brachte.
Vom Hafen Vlora verkehrt eine Fähre nach Brindisi in Italien. Im Sommer verkehren außerdem gelegentlich Schnellboote nach Himara, Saranda und Korfu.

## Persönlichkeiten
Ismail Qemali (1844–1919) gilt wohl als berühmteste Persönlichkeit der Stadt Vlora. Er beteiligte sich mit anderen albanischen Patrioten an der Rilindja-Bewegung, welche zuerst die Autonomie und dann die Unabhängigkeit Albaniens als Ziel hatte. Am 28. November 1912 verkündete Qemali die Unabhängigkeit der Republik Albanien in Vlora. Qemali entstammte der lokalen Großfamilie der Vlora, aus der viele weitere Persönlichkeiten hervorgingen. Weitere bekannte Söhne der Stadt waren unter anderem die drei osmanischen Großwesire Çelebi Lütfi Pascha (1468–1564), Kemankeş Kara Mustafa Pascha (1592–1644) und Avlonyalı Mehmet Ferit Pascha (1851–1914). Igli Tare (* 1973), einer der erfolgreichsten Fußballspieler Albaniens, und Alban Skenderaj (* 1982), ein beliebter Popmusiker in Albanien, Kosovo und Nordmazedonien, sind weitere Persönlichkeiten der Stadt.